# Libéralisme canadien
Le « libéralisme canadien » est une force importante en politique canadienne depuis le XVIIIe siècle. Bien que le Canada possède beaucoup des mêmes caractéristiques que les autres démocraties libérales occidentales, il est à certains égards un modèle du libéralisme.

## Libéralisme dans l'histoire du Canada
On distingue deux types de libéralisme dans l'histoire canadienne. Avant les années 1960, la politique canadienne se caractérisait par le libéralisme classique, c'est-à-dire qu'on y retrouvait une emphase sur la liberté individuelle, le gouvernement représentatif et l'économie de marché. Ce courant de libéralisme remonte à l'arrivée au Canada des loyalistes et la proclamation de l'Acte constitutionnel de 1791. L'Acte constitutionnel établit le gouvernement responsable dans les assemblées élues du Haut-Canada et du Bas-Canada. Bien que fidèles aux institutions britanniques et opposés au républicanisme américain, les loyalistes prônent également les idéaux nord-américains de liberté individuelle et de gouvernement représentatif. Ce courant de libéralisme était bien en évidence dans le gouvernement libéral de Wilfrid Laurier, qui prônait des politiques comme le libre-échange avec les États-Unis.
Le deuxième type de libéralisme débute environ avec l'élection de Lester B. Pearson à la tête du Parti libéral dans les années 1960 et continue dans les politiques de Pierre Trudeau, Jean Chrétien et Paul Martin. Ce libéralisme moderne est plus conforme à l'usage nord-américain actuel du terme, c'est-à-dire la démocratie libérale, l'état-providence, le social-libéralisme, le progressisme, la diplomatie en politique étrangère et une économie mixte.

## Résultats électoraux provinciaux

Situation au 16 mai 2015.
Les partis libéraux provinciaux :
Au gouvernement
Opposition officielle
Représenté dans la législature
Pas de députés
Gouvernement de consensus

Situation le 9 décembre 2018
| Parti                   | Sièges   | Chef                                |
| ----------------------- | -------- | ----------------------------------- |
| Alberta                 | 1 / 87   | David Khan                          |
| Colombie-Britannique    | 41 / 87  | Andrew Wilkinson                    |
| Île-du-Prince-Édouard   | 16 / 27  | Wade MacLauchlan (Premier ministre) |
| Manitoba                | 3 / 57   | Rana Bokhari                        |
| Nouveau-Brunswick       | 31 / 49  | Susan Holt                          |
| Nouvelle-Écosse         | 27 / 51  | Stephen McNeil (Premier ministre)   |
| Ontario                 | 7 / 107  | Steven Del Duca                     |
| Québec                  | 29 / 125 | Marc Tanguay (interim)              |
| Saskatchewan            | 0 / 61   | Darrin Lamoureux                    |
| Terre-Neuve-et-Labrador | 22 / 40  | Andrew Furey (Premier ministre)     |
| Yukon                   | 11 / 19  | Sandy Silver (Premier ministre)     |